# Rue des Éperons
La rue des Éperons est une voie du centre-ville de la commune française de Laval.

## Situation et accès
Elle relie la rue des Chevaux à la place de Hercé, le long de laquelle elle est prolongée par la rue du Douanier-Rousseau.

## Origine du nom
Au Moyen Âge, les « Éperons » sont un site rocheux, en hauteur par rapport au reste de la ville.

## Historique
L'endroit, grâce à son altitude, est utile pour la défense de la ville, et la muraille sud de Laval, construite au XIIIe siècle, est bâtie dessus. À l'emplacement de la rue actuelle, il y a aussi une porte de ville, la « porte Belot-Oysel », qui fut condamnée et protégée par un bastion après la Guerre de Cent Ans.
Aux XVIIe et XVIIIe siècles, les environs de la place du Gast et de la place de Hercé deviennent le grand quartier bourgeois et aristocratique de Laval. La place du Gast reçoit par ailleurs le marché aux toiles de la ville. Néanmoins, ce nouveau quartier n'est accessible depuis la vieille-ville qu'en passant par la place Hardy-de-Lévaré puis par la rue Marmoreau ou celle de l'Ancien-Évêché.
Pour remédier à cette situation, la rue des Éperons est percée vers 1843. Les travaux entraînent la destruction de la porte Belot-Oysel, dont une tour Belot-Oysel subsiste toutefois. Enfin, la place des Quatre-Docteurs-Bucquet est aménagée à l'emplacement d'un ancien chemin qui longeait les remparts jusqu'à un escalier qui descend sur les berges de la Mayenne.

## Bâtiments remarquables et lieux de mémoire
- Le Logis des Éperons, hôtel particulier construit au XVe siècle puis remanié au XVIe et au XVIIIe siècle.
- Tour Belot-Oissel